# Yodok
Yodŏk är en landskommun i Södra Hamgyong-provinsen i Nordkorea. Orten är mest känd för interneringslägret Yodok.